# 斎藤妙椿
斎藤 妙椿（さいとう みょうちん）は、室町時代から戦国時代にかけての武将・僧。斎藤宗円の子または弟。甥・斎藤利藤の後見役を務めた。妻は伊勢北畠氏の出身で一女をもうけている。養女に甘露寺元長の娘（織田敏広室）。妙椿は法名（実名は不明）で、善恵寺に持是院（じぜいん）という子院を構えたため、持是院妙椿と呼ばれた。斎藤氏の惣領家に対し、妙椿の家系を持是院家という。
僧職でありながら土岐氏の守護代を勤めた。ただし守護代には就任していないという説もある。

## 生涯
応永18年（1411年）、美濃守護代・斎藤宗円の子として誕生。
幼少時から出家し善恵寺で修行した後、善恵寺に子院・持是院を構えた。宝徳2年（1450年）に妙覚寺から世尊院日範を招き常在寺を建立。長い間、僧として持是院で生活を送っていたが、長禄4年（1460年）に兄・斎藤利永が死去にともない、甥である新守護代・斎藤利藤を後見するため加納城へ移り、ここにも持仏堂と居庵を設けて持是院と称した。美濃守護・土岐成頼の被官ではあるが、同時に足利将軍家の直臣という立場に立とうとし、更に美濃周辺数か国の支配をも目論んだ。後に室町幕府奉公衆となり、三位法印・権大僧都に昇っている。
応仁の乱では成頼と共に山名宗全の西軍に属し、上洛中の成頼に代わり、東軍に属した富島氏・長江氏及び近江より来援に来た京極氏の軍勢と戦い、応仁2年（1468年）10月までにこれを駆逐し美濃国内を平定した。その一方で多くの荘園を押領して主家の土岐氏を凌駕する勢力を築いた。
文明元年（1469年）夏には近江国内へ進攻して西軍の六角高頼を援護するため、敵対する東軍の京極政経と守護代多賀高忠軍を文明3年（1471年）2月、文明4年（1472年）9月の2度に渡って撃破する。
文明5年（1473年）10月には長野氏を援護するため伊勢へ出兵、東軍の梅戸城を落城させた。さらに文明6年（1474年）6月、数千騎を率いて越前国に赴き、甲斐氏と朝倉氏の間を調定した。
この頃、西軍諸将が和睦しようとしたが、妙椿の反対に遭い実現できなかったという。しかし妙椿が伊勢遠征を行なうと、その隙をついて、東軍の小笠原家長と木曾家豊が伊那谷と木曽谷から東美濃に侵攻した。東美濃の遠山氏はこれを防げず、恵那郡の大井城や土岐郡の苅安城まで落城し、天文3年（1534年）に信濃の小笠原定基が撤退するまで東美濃の一部を占領された。
文明9年（1477年）、成頼は、足利義視父子を連れて美濃に帰国した。義視は、延徳元年（1489年）まで11年にわたり茜部に住み、土岐氏の庇護を受けた。この在国は妙椿の強い意向によるものだった（『心宗禅師語録』）。
文明10年（1478年）に婿の織田敏広に加勢して尾張に出兵するなど、その兵力は周辺諸国にも行使され、書状にて飛騨国の姉小路氏と三木氏の抗争を調定したり、6代将軍足利義教の三十三回忌法要を美濃で営むなどをした。
文明11年（1479年）2月に可児郡明智で隠退した。文明12年（1480年）11月21日、死去。68歳。応仁2年に建立した瑞龍寺に葬られた。法名は、開善院殿権大僧都、大年妙手椿公居士。
甥で養子である斎藤利国（妙純、利藤の異母弟）を重用するよう成頼に遺言したため、死後100日を経ずして利国と利藤の兄弟争いが勃発する。

## 人物
- 一条兼良・東常縁・宗祇・万里集九・専順ら一流の文化人とも親交があった。一条兼良は応仁の乱の最中の文明5年（1473年）、妙椿に招かれ美濃に下り連歌百韻に参加しており、紀行文『藤河の記』はこの際に書かれたものである[4]。また同年3月17日には、同じく美濃に下向していた飛鳥井雅親から蹴鞠の伝授を受けている[4]。また、美濃篠脇城主東常縁は応仁の乱勃発時に遠く下総に居り、美濃の所領には兄である東氏数がいたが、富島氏と通じていると見なされ、妙椿の攻撃を受け逃亡、所領は妙椿に占領されてしまった。常縁はこれを悲しみ歌に詠んだところ、この歌が人伝に妙椿に伝わり、常縁が直接自分に歌を送ったならば所領を返還しようと言い、その後、2人の間で歌の応答があり、所領返還が決まったという。宗祇も応仁の乱中、しばしば美濃を訪れ連歌の会を催している。
- 軍事・政治の両方に通じ、経済力を持っていた妙椿に対して官人壬生晴富は「無双の福貴、権威の者なり」[8]、官人大宮長興は「この者、一乱中種々張行」[9]、『大乗院寺社雑事記』によると「東西の運不は持是院(妙椿)の進退によるべし」と評されている[10]。

## 利藤と妙椿
『美濃国諸旧記』・『美濃明細記』・『古代氏族系譜集成』など、多くの書物において斎藤利藤と同一人物とされてきた。しかし、郷土史家の横山住雄は1997年著書『美濃の土岐・斎藤氏 利永・妙椿と一族』の中で斎藤利永の弟ではないかと論考し、その後、蜷川親元の日記『親元日記』や正徹の歌集「草根集」の中の記述から利藤の叔父（利永の弟）であるとした。更に、禅僧東沼周巌の詩文集『流水集』には斎藤越前守（利永）の弟に「善恵寺」という人物が記載されており、この善通寺と妙椿が同一人物であるとしている。さらに妙椿自身は守護代にはなっておらず、利永の次は利藤が守護代職を継承したとしている。

## 登場作品

### 小説
- 宮本昌孝『妄執の人』(徳間文庫『将軍の星』収録)